# توماس آر. آندروود
توماس آر. آندروود (به انگلیسی: Thomas Rust Underwood) سناتور سابق عضو حزب دموکرات ایالات متحده آمریکا بود. وی در سال ۱۹۵۱ تا ۱۹۵۲ میلادی سناتور ایالت کنتاکی در سنای ایالات متحده آمریکا بود.